# 佩特里·福塞爾
佩特里·福塞爾（芬蘭語：Petteri Forsell；1990年10月16日—）是一位芬蘭足球運動員。在場上的位置是攻擊型中場。他現在效力於芬蘭足球超級聯賽球隊。他也代表芬蘭國家足球隊參賽。